# Los Cocales
Los Cocales es uno de los 120 sectores que forman la ciudad de El Tigre, que le pertenece a la Parroquia Edmundo Barrios.

## Historia
Los Cocales fue construido en 1935 por ganaderos de la Ciudad de Cantaura, el primer nombre del sector fue Sector La Calendaria. Después en 1952 El sector cambia de nombre a Los Cocales, además este nombre sustituyó al antiguo nombre del sector, Los Cocales en el Siglo XX fue un gran productor de coco para la ciudad de El Tigre, también los Cocales exportaba el maní, el repollo, la yuca y el mango.

## Límites
. Al Norte Limita Con Las Mercedes
. Al Sur con La Urbanización Intercomunal
. Al Este con El Sector Libertador
. Al Oeste con El Sector La Redoma

## Turismo
Los Cocales aunque no sea tan conocido por los venezolanos, este sector posee una gran cantidad de palmeras, siendo uno de los sectores con más palmeras, los Cocales también redomas pero la mayoría de estas solamente tiene una fuente, Además Los Cocales al no ser conocido nacionalmente es un sitio de tranquilidad para las personas.